# Seminoles

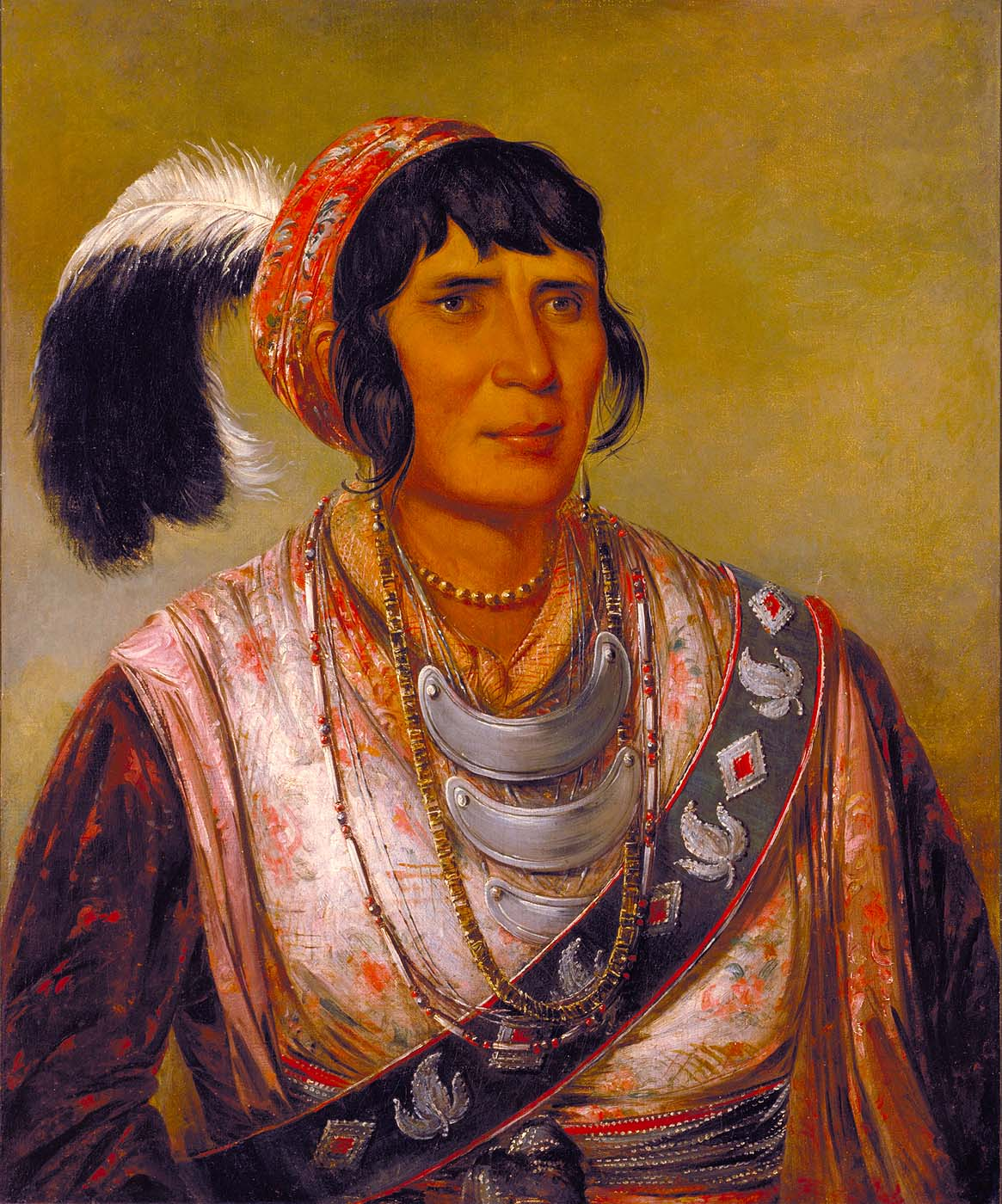
Gravura representativa de Osceola, líder guerreiro seminole.

Os seminoles ou seminolas são um dos grupos indígenas da América do Norte, que vivia em terras do Canadá e dos Estados Unidos, originariamente na Flórida e atualmente estabelecidos em Oklahoma.
Foram dizimados do século XV ao século XVII, na época da colonização dos Estados Unidos.
Os seminoles faziam parte das chamadas cinco tribos civilizadas.